# Шиве, Наталья Григорьевна
Наталья Григорьевна Шиве (Глебова) (30 апреля 1963, Кемерово, РСФСР, СССР) — советская конькобежка, бронзовый призёр зимних Олимпийских игр 1984 года, бронзовый призёр чемпионата Европы, 5-кратная чемпионка СССР и 2-кратная призёр чемпионата СССР.

## Биография
Наталья Глебова с раннего детства попробовала себя в цирке, позже пробовалась в балете, но не взяли из-за высокого роста. Занималась  легкой атлетикой, однако встретила своего тренера, и полюбила конькобежный спорт. В 12 лет стала тренироваться в "Спартаке" у Звягинцевой Любови Павловны. В 14 лет получила звание Мастер спорта СССР. С 1980 года стала участвовать в чемпионатах СССР, а через год дебютировала на чемпионате мира среди юниоров и получила звание Мастер спорта СССР международного класса.
В 1982 году Наталья впервые участвовала на чемпионате Европы в Херенвене и сразу же завоевала бронзовую медаль в сумме многоборья. В том же году дебютировала на спринтерском чемпионате мира и на чемпионате мира в классическом многоборье, где заняла 8-е место. В 1983 году она дважды стала 8-й в многоборье на чемпионате Европы и на чемпионате мира, заняла 4-е место на чемпионате мира в спринтерском многоборье, а также выиграла впервые чемпионат СССР в классическом многоборье.
В 1984 году после 7-го места в многоборье на чемпионате мира 21-летняя спортсменка отправилась на XIV зимних Олимпийских играх в Сараево, где завоевала "бронзу" на дистанции 500 м, а в забеге на 1000 м она была фаворитом и ехала за "золотом", опережая немку Карин Энке, но неправильно вошла в поворот и зацепила коньком пятку, что привело её к падению. В итоге заняла последнее 37-е место. Также на чемпионате мира в спринтерском многоборье выиграла бронзовую медаль. 
Сразу после игр она стала чемпионкой СССР в спринтерском многоборье. Сезон 1984/85 Наталья пропустила из-за рождения дочери. Возвращение было тяжёлым, но в 1988 году попала на XV зимних Олимпийских играх в Калгари и в забеге на 500 м стала только 9-й, а на 1000 м заняла 20-е место. В том же году завершила карьеру спортсменки.

## Личная жизнь и семья
Наталья Шиве-Глебова обучалась в Кемеровском технологическом институте и окончила с дипломом Прокопьевский техникум физической культуры. В 1982 году вышла замуж за тренера по вольной борьбе Александра Шиве. В 1985 году у них родилась дочь, в 1997 году появился  сын Григорий, а в 2001 году сын Александр. После спортивной карьеры Наталья выучилась на швею, затем с мужем открыли ателье, ещё работала парикмахером. В настоящее время она Президент федерации конькобежного спорта Кемеровской области. При её руководстве в 2020 году в Кемерово был открыт ледовый дворец "Байкал" и в августе 2021 года - Ледовый дворец "Кузбасс" Ежегодно в Кемерове проводятся традиционные соревнования по конькобежному спорту на призы Натальи Шиве. Её муж сейчас успешный бизнесмен, у него много проектов, но он по-прежнему тренируют детей по вольной борьбе. Их два сына также занимаются борьбой, старший ещё и теннисом. Дочь и старший сын окончили Московский государственный технический университет имени Н. Э. Баумана.